# Rhynchotechum obovatum
Rhynchotechum obovatum är en tvåhjärtbladig växtart som först beskrevs av William Griffiths, och fick sitt nu gällande namn av Brian Laurence Burtt. Rhynchotechum obovatum ingår i släktet Rhynchotechum och familjen Gesneriaceae. Inga underarter finns listade i Catalogue of Life.